# Pohilainen
Pohilainen är en klippa i Finland.   Den ligger i kommunen Nystad i den ekonomiska regionen Nystadsregionen och landskapet Egentliga Finland, i den sydvästra delen av landet, 210 km väster om huvudstaden Helsingfors.
Terrängen runt Pohilainen är mycket platt. Havet är nära Pohilainen åt nordväst.  Närmaste större samhälle är Nystad, 13,5 km nordost om Pohilainen. 